# 산화적 탈카복실화

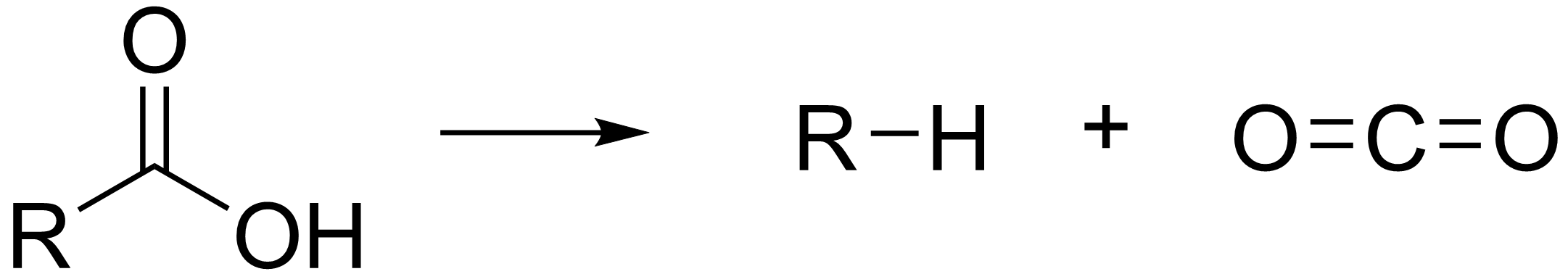
탈카복실화 반응

산화적 탈카복실화(영어: oxidative decarboxylation)는 산화에 의한 탈카복실화 반응이다. 대부분은 카보닐 카복실산, 말산, 아이소시트르산 등과 같은 하이드록실 카복실산의 탈수소화로 인한 α-케토글루타르산의 탈카복실화를 동반한다.

## 산화적 탈카복실화와 탈카복실화의 차이점
피루브산 탈수소효소 복합체에 의해 촉매되는 반응은 일반적인 탈카복실화 반응과 다른 특별한 탈카복실화 반응인 산화적 탈카복실화를 사용한다.
산화적 탈카복실화 반응은 3가지 다른 효소(피루브산 탈수소효소(E1), 다이하이드로리포일 아세틸기전이효소(E2), 다이하이드로리포일 탈수소효소(E3))와 5가지 보조 인자(티아민 피로인산(TPP), 리포산, 조효소 A(CoA), 플라빈 아데닌 다이뉴클레오타이드(FAD), 니코틴아마이드 아데닌 다이뉴클레오타이드(NAD+))를 포함하는 피루브산 탈수소효소 복합체에 의해 촉매된다.
반응 중에 피루브산 탈수소효소(E1)은 피루브산의 탈카복실화에 참여하고, 반응 후에 티아민 피로인산(TPP)은 아세틸기를 연결한다. 아세틸기의 카보닐기는 티아민 피로인산(TPP)의 티아졸 고리에 있는 탄소 음이온의 카보닐기와 반응하여 하이드록시에틸기를 생성한다. 그런 다음 다이하이드로리포일 아세틸기전이효소(E2)의 촉매 작용으로 티아민 피로인산(TPP)은 하이드록시에틸기를 리포아마이드로 보내고, 이는 아세틸기로 재산화되어 싸이오에스터 결합을 생성한다. 이때 화합물은 아세틸 다이하이드로리포아마이드이며 다이하이드로리포일 아세틸기전이효소(E2)에 의해 촉매되고 아세틸기가 전달되어 아세틸-CoA를 형성한다. 위의 모든 반응은 탈카복실화 반응만 포함하고 수소(H)의 이동은 포함하지 않지만 피루브산 탈수소효소 복합체의 실제적인 탈수소화 효과는 반응의 다음 단계에 반영된다. 아세틸기가 없는 아세틸 다이하이드로리포아마이드는 소실된다. 즉, 다이하이드로리포아마이드가 다시 반응에 참여하려면 리포아마이드로 재산화되어야 한다. 이때 다이하이드로리포일 탈수소효소(E3)는 촉매 반응에 참여해야 하며 다이하이드로리포아마이드로부터 제거된 수소는 FAD로 전달되어 FADH2를 생성하고, FADH2는 NAD+와 반응하여 NADH와 H+를 생성한다.
정리하면, 산화적 탈카복실화 반응에는 산화 반응과 탈카복실화 반응이 모두 존재한다.
일반적인 탈카복실화 반응의 경우, 이 반응에 관여하는 효소는 피루브산 탈카복실화효소이며, 이는 산화적 탈카복실화와 다르다. 반응 중에 피루브산은 티아민 피로인산(TPP)의 티아졸 고리와 직접적으로 연결되고, 연결 후 피루브산의 카복실기가 제거되어 이산화 탄소가 생성된다. 그런 다음 티아민 피로인산(TPP)으로부터 하이드록시에틸기를 분리하여 아세트알데하이드를 생성한다.

## 해당과정과 시트르산 회로의 연결

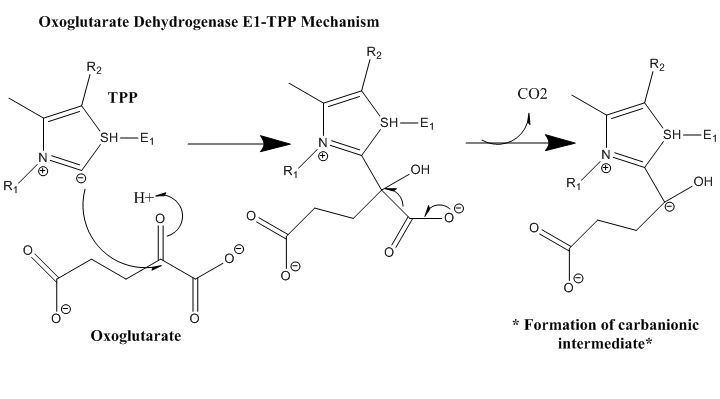
탄소 음이온 중간생성물의 형성

호기성 조건에서 해당과정의 산물인 피루브산은 대사 분기점이다. 해당과정에서 시트르산 회로까지의 호기성 대사의 중심 경로를 따르는 단계로서 피루브산의 다양한 운명을 고려한 관점이 제시되고 있다. 또한 생화학에서 일반적인 카복실화 및 탈카복실화 반응의 더 넓은 맥락을 고려해야 한다.
적어도 현재의 목적을 위한 피루브산의 가장 중요한 운명은 아세틸-CoA로의 산화적 탈카복실화이다. 이 반응은 피루브산 탈수소효소 복합체라는 효소 소단위체들의 매우 큰 집합체에 의해 촉매된다. 이 거대한 초분자 집합체에는 3가지 다른 유형의 소단위체가 여러 개 포함되어 있다. 이들 소단위체는 전체 반응의 다양한 단계들을 촉매한다. 피루브산 탈수소효소 복합체 작동의 핵심은 주요 촉매 보조 인자인 티아민 피로인산(TPP)이다. 이 특별하고 중요한 보조 인자의 화학적 성질은 아래의 문단에 서술되어 있다.

## 카복실화 및 탈카복실화
카복실화를 기질 분자에 카복실기(–COO–)를 첨가하는 것으로 정의하고 탈카복실화를 카복실기의 소실로 정의한다. 탈카복실화는 일반적으로 단일 분자를 2개의 분자로 분해(그 중 하나는 기체)하는 엔트로피에 대한 기여로 인해 열역학적으로 매우 유리한 반응이다. 반대로, 카복실화는 에너지를 많이 필요로 할 것이라고 예상할 수 있으며, ATP 가수분해가 카복실화와 짝지어져 있다는 사실에 놀라서는 안된다. 생화학에서 가장 두드러진 카복실화 반응은 비오틴 의존성 카복실화효소와 루비스코(리불로스 1,5-이중인산 카복실화효소/산소화효소)에 의해 촉매된다.

## 티아민의 생화학
대사에서 탈카복실화는 비산화적일 수도 있고 산화적일 수도 있다. β-케토산의 비교적 쉬운 탈카복실화와 대조적으로, α-케토산의 탈카복실화는 기계론적인 문제를 제시한다. 티아민 피로인산(TPP)은 생화학적, 효소학적 답변을 제공한다.
티아민 피로인산(TPP)은 α-케토산의 비산화적 탈카복실화 및 산화적 탈카복실화를 촉매하는 효소에 의해 사용되는 주요 촉매 보조 인자이다. 예를 들어, 피루브산은 티아민 피로인산(TPP)과 관련된 두 가지 유형의 탈카복실화를 겪는다. 발효를 하는 생물에서 피루브산은 TPP 의존성 효소인 피루브산 탈카복실화효소에 의해 비산화적으로 탈카복실화된다. 피루브산 탈수소효소 복합체의 일부로서 티아민 피로인산은 피루브산의 산화적 탈카복실화를 돕는다. 티아민 피로인산(TPP)은 진정한 촉매 보조 인자이다. 모든 반응에 공통된 기계론적인 특징에서 티아민 피로인산은 활성화된 알데하이드 부분의 운반체이다. 티아민 피로인산의 티아졸 고리의 2번 탄소(C2)에 부착된 수소는 비정상적으로 낮은 pKa를 나타낸다. 티아민의 결핍은 각기병의 원인이 된다.

## 피루브산 탈수소효소 복합체

피루브산의 산화 및 시트르산 회로

산화적 대사는 피루브산의 추가적인 이화작용을 수반한다. 피루브산 탈수소효소 복합체는 피루브산으로부터 아세틸-CoA를 생성하는 산화적 탈카복실화 과정을 수행한다. 피루브산 탈수소효소 복합체는 해당과정과 시트르산 회로 사이를 연결하는 역할을 하며 산화적 대사에 필요하다. 피루브산 탈수소효소 복합체의 활성에는 3가지 별개의 효소(피루브산 탈수소효소(E1), 다이하이드로리포일 아세틸기전이효소(E2), 다이하이드로리포일 탈수소효소(E3))와 5가지 보조 인자(티아민 피로인산(TPP), 리포산, 조효소 A(CoA), 플라빈 아데닌 다이뉴클레오타이드(FAD), 니코틴아마이드 아데닌 다이뉴클레오타이드(NAD+))가 필요하다.
피루브산 탈수소효소 복합체의 단계는 다음과 같다.
(1) 탈카복실화 (E1, 하이드록시에틸-TPP의 형성)
(2) 산화 (아세틸기를 리포아마이드로 전달)
(3) 아세틸-리포아마이드로부터 CoA로 아세틸기의 전달
(4) 다이하이드로리포아마이드의 리포아마이드로의 산화 (E3, FAD, NAD+)
아세틸-CoA는 시트르산 회로로 공급된다. 싸이오에스터 산물을 생성하는 피루브산의 산화적 탈카복실화는 피루브산 탈수소효소 복합체(때때로 PDC로 약칭되기도 함)로 알려진 복잡하고 매혹적인 다중효소 복합체에 의해 수행된다.
세 가지 다른 효소의 여러 복사본은 α-케토산인 피루브산을 아세트산의 싸이오에스터(조효소 A 포함)로 전환하는 4단계 과정과 NADH를 생성하는 전자전달(산화환원) 반응을 조정하는 초분자 구조를 구성한다. 5가지 보조 인자가 피루브산 탈수소효소 복합체의 반응에 참여한다. E1은 피루브산 탈수소효소로, 티아민 피로인산(TPP)을 보조 인자로 사용하여 피루브산을 탈카복실화하고 남은 하이드록시에틸기를 E2에 부착된 리포아마이드 보조 인자로 전달한다. 이로 인해 리포아마이드의 환원(및 하이드록시에틸 단편의 산화)과 동등한 아세틸 리포아마이드가 형성되는데, 이는 아세틸기전이효소인 E2와 다이하이드로리포아마이드로부터 리포아미이드를 재생하는 E3에 의해 촉매되는 아세틸기를 조효소 A로 후속적으로 전달하면 다이하이드로리포일 탈수소효소인 것이 분명해진다.
왼쪽부터 시작하여, 티아졸 고리의 비정상적으로 산성인 C2로부터 H+의 손실로 인한 탄소 음이온인 TPP 보조 인자의 티아졸리움 형태는 피루브산의 카보닐 탄소를 공격하여 그림의 상단에 표시된 참가 화합물을 형성한다. 이 첨가 화합물은 쉽게 탈카복실화(카복실기의 소실)를 겪을 수 있으며 생성물인 하이드록시에틸 TPP는 공명에 의해 안정화된다. 다음 단계는 티아민 피로인산(TPP)의 하이드록시에틸 부분을 리포아마이드 보조 인자의 산화된 형태로 전달하는 것이다. 하이드록시에틸기는 전자가 풍부하여 리포아마이드와의 반응에서 실제로 카복실기 수준으로 산화되는 반면 리포아마이드는 환원된다. 이 반응은 두 단계로 나눌 수 있는데, 첫 번째 단계에서는 티아민 피로인산(TPP)에 부착된 하이드록시에틸기의 전자가 풍부한 탄소 원자가 강력한 친핵체로서 산화된 리포아마이드의 분자 내 이황화물의 상대적으로 전자가 부족한 환 원자 중 하나를 공격한다. 그 결과 그림의 왼쪽 아래에 표시된 헤미 싸이오케탈 형태의 중간생성물이 생성된다. 다음 단계에서 티아민 피로인산(TPP)이 이탈기로 출발하여 결합으로부터 하이드록시에틸기로 전자를 가져가면서 하이드록시에틸은 편리하게 위치한 효소 유래 염기의 도움을 받아 O–H 결합으로부터 전자를 모집하여 생성된 수소 이온을 받아들인다. 이 두 단계의 결과는 싸이오에스터 아세틸 리포아마이드의 생성 및 보조 인자인 티아민 피로인산(TPP)의 재생이다. 이러한 모든 반응은 피루브산 탈수소효소 복합체의 구성 요소인 피루브산 탈수소효소(E1)에 의해 촉매된다.
피루브산 탈수소효소 복합체의 나머지 화학적 과정은 그림의 하단에 표시되어 있다. 아세틸기는 피루브산 탈수소효소 복합체의 구성 성분인 다이하이드로리포일 아세틸기전이효소(E2)의 활성에 의해 환원된 리포아마이드로부터 조효소 A(CoA)로 전달된다. 이것은 하나의 싸이오에스터가 다른 싸이오에스터로 등가에너지적으로 전환되는 것이다. 유리 다이하이드로리포아마이드(리포아마이드의 환원형)는 재산화되어야 하며, 이는 피루브산 탈수소효소 복합체의 구성 성분인 다이하이드로리포일 탈수소효소(E3)의 활성에 의해 달성된다. 다이하이드로리포일 탈수소효소(E3)의 보조 인자는 단단히 결합된 플라빈 아데닌 다이뉴클레오타이드(FAD)이다. 다이하이드로리포아마이드의 전자는 FAD를 통해 NAD+로 전달되어 NADH를 생성한다. 일반적인 환원 전위 순서에서 NADH에 의한 FAD의 환원이 에너지적으로 유리한 과정이기 때문에 이는 주목할 만하다. 분명히 특정 단백질 환경은 이온화 그룹의 pKa를 교란할 수 있는 것처럼 산화환원 그룹의 환원 전위를 교란할 수 있다.
이와 매우 유사한 일련의 반응이 α-케토글루타르산 탈수수효소 복합체에 의해 시트르산 회로의 일부로 수행된다. 이는 또한 동일한 E3 성분과 기질로 피루브산 대신 α-케토글루타르산에 작용하는 E1을 사용하여 구성 및 구조적인 면에서 피루브산 탈수소효소 복합체와 밀접하게 관련되어 있다. 이 경우 E2는 석시닐기전이효소이고 생성물인 싸이오에스터는 석시닐-CoA이다.

## 같이 보기
- 카복실화
- 탈카복실화
- 피루브산의 산화적 탈카복실화
- 피루브산 탈수소효소 복합체
- α-케토글루타르산 탈수소효소 복합체
- 가지사슬 α-케토산 탈수소효소 복합체